# Мірошин Віктор Миколайович
Віктор Миколайович Мірошин (6 квітня 1944, Київ — 20 лютого 2018, Київ) — український радянський футболіст.

## Біографія
Народився і виріс у Києві на Подолі. Футболом почав займатися в юнацькій команді «Темп» (Київ), згодом грав за юнацьку команду київського «Динамо». На всесоюзному турнірі кияни виступили невдало — п'яте місце серед шести учасників. Як наслідок, до команди дублерів «Динамо» зарахували лише двох футболістів: Віктора Мірошина і Віктора Назарова.
До 1965 року виступав за дубль «динамівців». Віктор Маслов, прийнявши «Динамо» в 1964 році, провів оновлення складу і Валерій Лобановський, Віктор Каневський, Олег Базилевич та Віктор Мирошин перейшли в «Чорноморець». У одеському клубі за три сезони провів 65 матчів у Вищій лізі.
Частину сезону 1968 року провів у столичному ЦСКА, проте за першу команду не зіграв. З наступного року став виступати у Першій лізі за «Дніпро». Завершував кар'єру в аматорському «Більшовику» з Києва.
Помер 20 лютого 2018 року на 74-му році життя.